# Ned Maddrell
Ned Maddrell (ur. 1877, zm. 27 grudnia 1974) – Mańczyk, ostatni człowiek posługujący się celtyckim językiem manx jako językiem ojczystym. Nie był człowiekiem wykształconym, z zawodu był rybakiem. Po śmierci Sage Kinvig, która zmarła w 1962 roku, stał się jedyną osobą, która mogła powiedzieć, że mówiła tym językiem od dzieciństwa. W latach czterdziestych nagrano jego wypowiedzi. Po jego śmierci podjęto działania na rzecz częściowej rewitalizacji języka.